# Professor Layton und das geheimnisvolle Dorf
Professor Layton und das geheimnisvolle Dorf (jap. レイトン教授と不思議な町, Reiton-kyōju to Fushigi na Machi) ist ein 2008 erschienenes Rätselspiel für die Handheld-Konsole Nintendo DS. Es ist der erste Teil der Professor-Layton-Serie. 2018 wurde das Spiel für Mobilgeräte in HD und mit zusätzlichen Szenen veröffentlicht.

## Handlung
Der Spieler übernimmt die Rollen von Professor Layton und Luke, dem Lehrling des Professors, die eingeladen wurden, einen Familienstreit in Saint Mystère zu lösen. Dabei geht es um das Erbe des Barons Augustus Reinhold. Im Testament des vor zwei Monaten verstorbenen Barons wurde bestimmt, dass die Person, die den goldenen Apfel findet, das Vermögen erben soll.

## Spielprinzip
Mit dem Eingabestift steuert man den Professor und seinen Lehrling durch verschiedene Abschnitte des Dorfes, dabei betritt man immer ein neues Gebiet, das aus einem gezeichneten Hintergrund und zusätzlichen Elementen wie Personen und Vorrichtungen besteht. Durch Tippen auf Personen wird eine Konversation gestartet. An verdächtig wirkenden Stellen versteckt sich häufig eine Hinweismünze oder ein Rätsel. Das komplette Spiel wird über den Touchscreen gesteuert, die A-Taste ist die einzige belegte Taste und setzt, alternativ zum Tippen auf den Touchscreen, Gespräche fort.
Die Rätsel sind das eigentliche Gameplay der Professor-Layton-Reihe, sie werden von Leuten und einigen Vorrichtungen zum Voranbringen der Handlung gestellt oder optional im Dorf und im Bonusbereich des Spiels gefunden. Die Lösung der optionalen Rätsel wirkt sich nicht auf die Handlung aus. Durch Lösen der Rätsel erhält man eine der Schwierigkeit des Rätsels entsprechende Anzahl von Pikarat. Mit diesen können nach Abschluss der Handlung Abschnitte im Bonusbereich freigeschaltet werden. Die Rätsel sind in der Regel Logik-, Kombinations- oder Mathematikaufgaben oder seit vielen Jahren bekannte Rätsel. Erscheint ein Rätsel zu schwer, kann man für je eine Hinweismünze bis zu drei Hinweise freischalten.
Insgesamt enthält das Spiel einschließlich Bonusrätsel 135 Rätsel, dazu kamen optionale „Rätsel der Woche“, die bis Mai 2014 per WLAN-Verbindung über die inzwischen eingestellte Nintendo Wi-Fi Connection zugänglich waren.
Nach Abschluss der Haupthandlung kann man Bonusmaterial freischalten, welches dann im Startmenü zur Verfügung steht. Dieses Bonusmaterial setzt sich aus Zwischensequenzen, Musik und Bildern zum Spiel und weiteren, schwereren Rätseln zusammen.

## Rezeption
Professor Layton und das geheimnisvolle Dorf erhielt zum größten Teil positive Bewertungen. Die Rezensionsdatenbank Metacritic aggregiert 72 Rezensionen zu einem Mittelwert von 85.
Das deutschsprachige Onlinemagazin Nintendo-Online.de wertete, das Spiel fessle und fordere den Spieler für viele Stunden. Die Comic-Grafik sei „sehr hübsch anzusehen“ und böte Potenzial für einen angekündigten Zeichentrickfilm. Kritisiert wurden die mit zehn Stunden kurze Spielzeit und eine wenig gelungene Integration der Rätsel in die Handlung.